# Sikorsky Cypher
Il Cypher ed il Cypher II sono modelli di aeromobili a pilotaggio remoto sviluppati dalla Sikorsky Aircraft Corporation. Sono velivoli VTOL che usano una turboventola per la propulsione.

## Storia

### Sviluppo

#### Cypher
Nei tardi anni ottanta, la Sikorsky Aircraft fece volare un piccolo APR nominato "Cypher", con un rotore coassiale dentro una fusoliera a toro. Il rivestimento del toro ha contribuito a migliorare la gestione della sicurezza e ha anche contribuito ad aumentare la ascensione. Per il primo volo di prova venne creato un Cypher di 1.75 metri di diametro e alto 55 centimetri, pesava 20 kg, e volò la prima volta nell'estate del 1988. Questo progetto era dotato di un motore a quattro tempi, con una potenza di 2,85 kW ed era montato su un camion per le prove di volo.
Esso ha portato ad un vero e proprio volo il prototipo del Cypher che pesava 110 kg, aveva un diametro di 1.9 m ed era mosso da un compatto motore rotativo. Dopo un iniziale volo libero nel 1993, il prototipo del Cypher venne usato in test di volo e come dimostrazione attraverso voli per tutti gli anni 90, le ultimi analisi hanno portato ad un ulteriore sviluppo del progetto, il Cypher II, che divenne un progetto in competizione nel programma della U.S. Navy la competizione per il VT-APR.
L'unico primo prototipo si staccò da terra per la prima volta nell'aprile 1992 e volò fino al 1993. Sin da allora, più di 550 dimostrazioni di volo vennero eseguiti per il governo statunitense.
Il Cypher può portare dei sensori sopra lo scafo, o trasportare pesi fino a 50 lb (23 kg).

#### Cypher II
Due prototipi del Cypher II vennero costruiti per il corpo dei Marine statunitensi, che chiamarono lo APR "Dragon Warrior". Il Cypher II iè simile per dimensione al suo predecessore, ma ha un propellente spingente in aggiunta al suo motore e si possono anche montare delle ali al corpo per permettegli di effettuare missioni a lungo raggio. Nella sua configurazione alata, lo Cypher II ha un raggio di oltre 185 km (115 mi) ed una velocità massima di 230 km/h (145 mph). Al momento non è noto se il Cypher II entrerà mai in produzione.